# Carretera Estatal de Florida A1A
La Ruta Estatal A1A es una Ruta Estatal de Florida que atraviesa prácticamente a lo largo de la costa del océano Atlántico en la Florida, con secciones desde Cayo Hueso hasta la punta norte de la Florida, a Callahan, justo al sur de Georgia. Es la principal carretera de la mayoría de los pueblos costeros. La SR A1A está designada como A1A Scenic and Historic Coastal Highway, un National Scenic Byway. También es llamada Indian River Lagoon Scenic Highway desde la Wabasso Causeway a la U.S. Route 1 en Cocoa. En Cayo Hueso también es llamada South Roosevelt Boulevard. En Miami es llamada MacArthur Causeway. Mientras que en Miami Beach es llamada MacArthur Causeway y 5th Street en el segmento de sentido este–oeste, y conocida en sentido norte como Collins Avenue y avenidas Collins, Harding o Abbott; o Indian Creek Drive en algunos segmentos en sentido sur. En el pueblo de Surfside, en el sentido norte se llama Collins Avenue, y en sentido sur Harding Avenue. En Bal Harbour es llamada Bal Harbour Boulevard. Y finalmente en Golden Beach como Ocean Boulevard.

## Lista de cruces
| Condado             | Ubicación             | Milla           | Destinos                                      | Notas |
| ------------------- | --------------------- | --------------- | --------------------------------------------- | --- |
| Monroe              | Cayo Hueso            | 0               | Bertha Street                                 | También como South Roosevelt Boulevard; Extremo sur de la A1A |
| Monroe              | Cayo Hueso            | 3               | US 1                                          | |
| Sección discontinua |                       |                 |                                               | |
| Miami-Dade          | Miami                 | 168             | I 395 US 1                                    | También como MacArthur Causeway |
| Miami-Dade          | Miami Beach           |                 | FL 907                                        | También como 5th Street (este/oeste), luego como Collins Avenue (norte/sur)                                                                                        |
| Miami-Dade          | Miami Beach           |                 | FL 112                                        | También como Collins Avenue (norte) e Indian Creek Drive (sentido sur de la SR 112 a 26th Street)                                                                  |
| Miami-Dade          | Miami Beach           |                 | FL 907                                        | También como Collins Avenue (norte) e Indian Creek Drive (sentido sur en 2 segmentos separados) o Collins Avenue                                                   |
| Miami-Dade          | Miami Beach           |                 | FL 934                                        | También como Collins Avenue (norte) y Abbott Avenue (sentido sur desdeSR 934 a Indian Creek Drive) e Indian Creek Drive (sentido sur desde Abbott Avenue a SR 907) |
| Miami-Dade          | Surfside              |                 | FL 922                                        | También como Collins Avenue (norte) y Harding Avenue (sentido sur desdeSR 922 a Abbott Avenue en SR 934)                                                           |
| Miami-Dade          | Sunny Isles Beach     |                 | FL 826                                        | También como Collins Avenue desde SR 826 a Bal Harbour, Bal Harbour Boulevard en Bal Harbour                                                                       |
| Miami-Dade          | Sunny Isles Beach     |                 | FL 856                                        | También como Collins Avenue |
| Broward             | Hallandale Beach      |                 | FL 858                                        | También como South Ocean Drive desde SR 858, Ocean Boulevard en Golden Beach                                                                                       |
| Broward             | Hollywood             |                 | FL 820                                        | También como South Ocean Drive desde SR 820 a SR 858 |
| Broward             | Hollywood             |                 | FL 822                                        | También como North Ocean Drive desde SR 822 a SR 820 |
| Broward             | Dania Beach           |                 | US 1                                          | También como North Ocean Drive (norte/sur) and East Dania Beach Boulevard (este/oeste)                                                                             |
| Broward             | Fort Lauderdale       |                 | US 1                                          | |
| Broward             | Fort Lauderdale       | FL 842          |                                               | |
| Broward             | Fort Lauderdale       | FL 838          |                                               | |
| Broward             | Fort Lauderdale       | FL 816          |                                               | |
| Broward             | Lauderdale-by-the-Sea |                 | FL 870                                        | |
| Broward             | Pompano Beach         |                 | FL 814                                        | |
| Broward             | Pompano Beach         | FL 844          |                                               | |
| Broward             | Deerfield Beach       |                 | FL 810                                        | |
| Palm Beach          | Boca Raton            |                 | Camino Real                                   | |
| Palm Beach          | Boca Raton            | FL 798          |                                               | |
| Palm Beach          | Boca Raton            | FL 800          |                                               | |
| Palm Beach          | Delray Beach          |                 | FL 806                                        | |
| Palm Beach          | Boynton Beach         |                 | FL 804                                        | |
| Palm Beach          | Lake Worth            |                 | FL 802                                        | |
| Palm Beach          | Palm Beach            |                 | US 98 FL 80                                   | |
| Palm Beach          | Palm Beach            | FL 704          |                                               | |
| Palm Beach          | West Palm Beach       |                 | US 1                                          | |
| Palm Beach          | Riviera Beach         |                 | US 1 FL 708                                   | |
| Palm Beach          | North Palm Beach      |                 | US 1 FL 786                                   | |
| Martin              | Stuart                |                 | FL 714                                        | |
| Martin              | Jensen Beach          |                 | FL 732                                        | |
| St. Lucie           | Fort Pierce           |                 | US 1                                          | |
| St. Lucie           | Fort Pierce           | US 1            |                                               | |
| Indian River        | Vero Beach            |                 | FL 656                                        | |
| Indian River        | Vero Beach            | FL 60           |                                               | |
| Brevard             | Indialantic           |                 | US 192                                        | |
| Brevard             | Melbourne             |                 | FL 518                                        | |
| Brevard             | Satellite Beach       |                 | FL 404                                        | |
| Brevard             | Cocoa Beach           |                 | FL 520                                        | |
| Brevard             | Cabo Cañaveral        |                 | FL 401 FL 528                                 | |
| Brevard             | Indianola             |                 | FL 3                                          | |
| Brevard             | Cocoa                 |                 | US 1 FL 528                                   | |
| Volusia             | New Smyrna Beach      |                 | CR A1A                                        | |
| Volusia             | New Smyrna Beach      | US 1 FL 5 FL 44 |                                               | |
| Volusia             | Port Orange           |                 | US 1 FL 5 FL 421                              | |
| Volusia             | Port Orange           | FL 441          |                                               | |
| Volusia             | Daytona Beach Shores  |                 | CR 4075                                       | |
| Volusia             | Daytona Beach         |                 | CR 4050                                       | |
| Volusia             | Daytona Beach         | US 92 FL 600    |                                               | |
| Volusia             | Daytona Beach         | CR 4040         |                                               | |
| Volusia             | Daytona Beach         | FL 430          |                                               | |
| Volusia             | Ormond Beach          |                 | FL 40                                         | |
| Volusia             | Flagler Beach         |                 | CR 2002                                       | |
| Volusia             | Flagler Beach         | FL 100          |                                               | |
| Flagler             | Palm Coast            |                 | Palm Coast Parkway                            | |
| St. Johns           | Crescent Beach        |                 | FL 206                                        | |
| St. Johns           | St. Augustine Beach   |                 | CR A1A                                        | |
| St. Johns           | St. Augustine Beach   | FL 312          |                                               | |
| St. Johns           | San Agustín           |                 | FL 5A                                         | Inicia concurrencia SR 5A. |
| St. Johns           | San Agustín           |                 | FL 5A                                         | Termina concurrencia SR 5A. |
| St. Johns           | Ponte Vedra Beach     |                 | CR 210                                        | |
| Duval               | Jacksonville Beach    |                 | FL 202                                        | |
| Duval               | Jacksonville Beach    | FL 212          |                                               | |
| Duval               | Atlantic Beach        |                 | FL 10 (3rd Street/Atlantic Boulevard)         | Inicia concurrencia SR 10. |
| Duval               | Atlantic Beach        |                 | FL 10                                         | Termina concurrencia SR 10. |
| Duval               | Jacksonville          |                 | FL 101                                        | Access a Mayport Naval Station |
| Duval               | Jacksonville          |                 | FL 5A FL 116                                  | Termina concurrencia SR 5A. |
| Duval               | Jacksonville          |                 | FL 105                                        | Inicia concurrenca SR 105. |
| Nassau              | Fernandina Beach      |                 | FL 108                                        | |
| Nassau              | Fernandina Beach      |                 | FL 105 (Fletcher Avenue/Centre Street) FL 200 | Termina concurrencia SR 105; inicia concurrencia SR 200. Termina señalamiento direccional.                                                                         |
| Nassau              | Fernandina Beach      | FL 108          |                                               | |
| Nassau              | O'Neil                |                 | FL 107                                        | |
| Nassau              | Yulee                 |                 | US 17 FL 5                                    | |
| Nassau              | Hero                  |                 | I 95 FL 9                                     | |
| Nassau              | Callahan              |                 | US 1 US 23 US 301 FL 15                       | Termina concurrencia SR 200. |
| Extremo norte       |                       |                 |                                               | |